# MS 100
MS 100 — румынский микрокомпьютер, произведённый совместно Институтом вычислительной техники Бухареста и Институтом вычислительной техники Тимишоары, производившийся на Фабрике электронных запоминающих устройств (FMECTC) с 1985 года.

## Описание
Архитектура MS 100 построена на микропроцессорах типа Intel 8080, сам компьютер представлял собой многопроцессорную систему для различных приложений. Скорость работы составляла 250 тысяч операций в секунду (0,25 MIPS), объём оперативной памяти — 64 КБ. Компьютер имеет последовательный и параллельный интерфейсы: в последовательном используется стандарт RS-232. Через параллельный порт подключается принтер, через последовательный — видеотерминал DAF 2020, представляющий собой другой микрокомпьютер (процессор Z80, ОЗУ 2 КБ, ROM 10 КБ, 24 КБ экранной памяти). В текстовом режиме видеотерминал отображает 25 строк по 73 символа каждая, в графическом его разрешение составляет 512 на 390 пикселей. В корпус встроен двойной 8-дюймовый дискетоприёмник.
С точки зрения программного обеспечения, MS-100 был CP/M-совместимым компьютером. Среди используемого программного обеспечения были ассемблеры ASM80, M80, MAC, компиляторы BASIC, PL / I, FORTRAN, COBOL, PASCAL и FORTH, интерпретатор BASIC и разные приложения типа DBASE II, MULTIPLAN, WORDSTAR, DATASTAR и т. д. Экземпляр этого компьютера находится в Банатском музее Тимишоары с несколькими дискетами, на которых записаны специализированные программы.